# Guillem Gavaldà Mestres
Guillem Gavaldà Mestres (Cerdanyola del Vallès, 1997) és un escriptor català, especialitzat en poesia, graduat en Estudis Clàssics per la Universitat Autònoma de Barcelona.
Natural de Cerdanyola del Vallès, tot i que ha crescut també a Sant Hilari Sacalm. Actualment, és investigador predoctoral a la Universitat Autònoma de Barcelona.
Ha publicat Fam bruta, un recull de poemes que conformen la seva primera obra (Premi Francesc Garriga, 2016). L'any 2017 va sorprendre amb la seva segona obra poètica guardonada (Premi de Poesia Miquel Bauçà de Felanitx 2017) titulada Brànquies.
L'any 2020 fou artista convidat al CCCB a les jornades "Marçalianes", en honor a Maria Mercè Marçal. Aquell mateix any participà a l'àlbum de poesia i música electrònica "Prolapse oral confinat" produït pel productor Penya-Segat. L'any 2021 fou convidat al Festival Nacional de poesia de Sant Cugat a l'enregistrament de càpsules poètiques "Després de Ferrater". Aquell mateix any fou un dels artistes convidats al XX Encontre de Joves Poetes dels Països Catalans.
Ha participat a gran quantitat de festivals poètics i recitals arreu del territori nacional i internacional. La seva obra ha estat traduïda al castellà, a l’anglès, al turc i al grec.

## Obra

### Poesia
- 2016: Fam bruta. Bellaterra: AdiA Edicions - LaBreu Edicions - Cafè Central
- 2017: Brànquies. Calonge: AdiA Edicions

## Premis i reconeixements
- 2016: Premi Francesc Garriga de poesia per Fam Bruta[10]
- 2017: Premi de poesia Miquel Bauçà per Brànquies[4]

## Antologies
- 2018: Amors sense casa. Antologia de Poesia LGTB+ (Barcelona)[11]
- 2018: Mig segle de poesia catalana (Barcelona)[12]
- 2019: En el vuelo de la memoria. En homenaje a Ángel Campos (Extremadura)[13]
- 2020: Anthology of young Catalan poets (Atenes)[14]

## Festivals internationals
- 2016: Festival Young Poets Meeting (Istanbul, Turquia)[15]
- 2019: Africa Poetry Festival (Durban, Sud-àfrica)[16]
- 2020: Lagos International Poetry Festival (Lagos, Nigèria)[17]
- 2020: Festival Internacional de poesia de Quetzaltenango (Quetzaltenango, Guatemala)[18]